# فيليب دي لاهير
فيليب دي لاهير (بالفرنسية: Philippe de La Hire)‏ (18 مارس 1640 - 21 أبريل 1718) رياضياتي وفلكي فرنسي، قال عنه برنارد لو بوفير أنه «كان أكاديمية لنفسه».
وُلِد في باريس، أبوه هو الفنان المميز لورانت دي لاهير. انتقل إلى روما عام 1660، لدراسة التصوير الزيتي، ثم بدأ دراسة العلوم على إثر عودته إلى باريس، وأبدى اهتمامًا خاصًا بالرياضيات. وقد درس على يدي اللاهوتي والرياضياتي الياسوعي الفرنسي أونوراتوس فابريوس، حيث انضم إلى حلقته التي جمعت العديد من الرياضيين والفلاسفة أمثال: جيوفاني دومينكو، وكلود فرانسوا، وكريستيان هيجنز، وأخيه قنسطنطين هيجنز، وجوتفريد لايبنتز، ورينيه ديكارت، ومارين ميرسين. وفي عام 1678، أصبح عضوًا في الأكاديمية الفرنسية للعلوم، ثم ظهر نشاطه في مجال الفلك فوضع جداول لحركات الشمس والقمر والكواكب، كما صمم وسائل لتوجيه التليسكوبات الهوائية. تولى لاهير مقعد الرياضيات في الكلية الملكية عام 1683، وفي الفترة بين عام 1687 وما تلاها درَّس في الأكاديمية المعمارية.